# رابی ویلیامز
رابرت پیتر ویلیامز، مشهور به رابی ویلیامز (به انگلیسی: Robbie Williams) متولد ۱۳ فوریه ۱۹۷۴ در استوک-آن-ترنت (Stoke-On-Trent)، هنرپیشه، خواننده و آوازنویس پاپ و راک انگلیسی است.

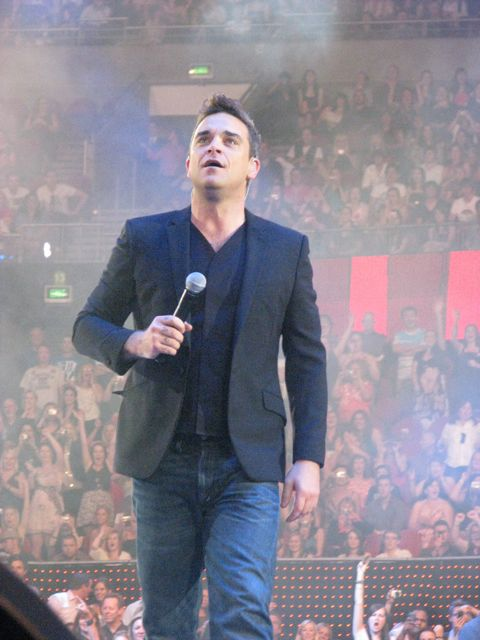
رابی ویلیامز در شهر سیدنی استرالیا در سال ۲۰۰۹

## زندگی
وقتی سه ساله بود، پدر و مادرش جدا شدند و او به همراه خواهر و مادرش بزرگ شد. به دلیل شیطنت نتوانست در دبیرستان موفق باشد. ابتدا به کار فروشندگی مشغول شد. سپس به تشویق مادرش به آزمون صدا برای آگهی گروه تیک دت  رفت و در آنجا پذیرفته شد.
در سال ۱۹۹۰ به گروه تیک دت پیوست و پنج سال موفق را با این گروه تجربه کرد. در سال ۱۹۹۵ از این گروه جدا شد. در ۲۷ ژوئن ۱۹۹۶، با اتمام قراردادش با شرکت «بی ام جی»  با شرکت کریسالیس رکوردز قرار داد بست و از آن پس تا سال ۲۰۰۹ به صورت انفرادی کار کرد و در این سال دوباره به گروه "تیک دت" بازگشت و آلبوم "ری تیک دت" را به بازار عرضه کردند.